# Paulus van Hillegaert
Paulus van Hillegaert of Pauwels van Hillegaert (senior) (Amsterdam, 1596 - Amsterdam, 1640) was een Nederlands schilder in het begin van de Gouden Eeuw, gedurende de laatste fase van de Tachtigjarige Oorlog.
Een van zijn kinderen heette ook Paulus/Pauwels (Paulus van Hillegaert II, signerend als PVH) en werd ook kunstenaar: tekenaar en graveur. Waar tekeningen en gravures (of schilderijen na 1640) aan Paulus worden toegeschreven, betreft het wellicht de zoon.

## Werken
Enkele schilderijen van Van Hillegaert:
| Afbeelding | Titel | Jaar    | Collectie                |
| ---------- | --- | ------- | ------------------------ |
|            | Prins Maurits in het gezelschap van o.a. prins Frederik Hendrik, Frederik V en diens vrouw Elisabeth Stuart, koning en koningin van Bohemen, op het Buitenhof te Den Haag | 1621-22 | Mauritshuis              |
|            | Prins Maurits in gezelschap van o.a. prins Frederik Hendrik, Frederik V en diens vrouw Elizabeth Stuart, koning en koningin van Bohemen, op het Buitenhof in Den Haag     | 1621-25 | Rijksmuseum Amsterdam    |
|            | Het afdanken der waardgelders door prins Maurits op de Neude te Utrecht 31 juli 1618                                                                                      | 1627    | Rijksmuseum Amsterdam    |
|            | Portret van prins Frederik Hendrik te paard. Tegen een achtergrond met vestingwerken, loopgraven en optrekkende legers                                                    | 1629-35 | Rijksmuseum Amsterdam    |
|            | De aftocht van het Spaanse garnizoen na de overgave van 's-Hertogenbosch 17 september 1629                                                                                | 1630-35 | Rijksmuseum Amsterdam    |
|            | Prins Frederik Hendrik bij de belegering van 's-Hertogenbosch 1629 | 1631    | Rijksmuseum Amsterdam    |
|            | Prins Frederik Hendrik te paard met Maastricht op de achtergrond | 1632-33 | Amsterdam Museum         |
|            | Prins Frederik Hendrik te paard voor de vesting 's-Hertogenbosch 1629 | 1632-35 | Rijksmuseum Amsterdam    |
|            | Slag bij Nieuwpoort 2 juli 1600 | 1632-40 | Rijksmuseum Amsterdam    |
|            | Prins Maurits gezeten op een paard, hem geschonken na de overwinning in de Slag bij Nieuwpoort 1600                                                                       | 1633-35 | Muiderslot               |
|            | Frederik Hendrik en Ernst Casimir bij het Beleg van 's-Hertogenbosch 1629                                                                                                 | 1635    | Het Noordbrabants Museum |

- Bibliothèque nationale de France: cb14966556z (data)
- Biografisch Portaal: 43017031
- Digitale Bibliotheek voor de Nederlandse Letteren: hill022
- International Standard Name Identifier: 0000 0003 7119 057X
- KulturNav: af4d0275-072d-4bcd-9d59-3eb769490ba1
- RKD-Nederlands Instituut voor Kunstgeschiedenis: 38462
- Union List of Artist Names: 500032167
- Virtual International Authority File: 229377024